# Света Параскева Макариотисина
„Света Параскева Макариотисина“ (на гръцки: Αγία Παρασκευή Μακαριώτισσας) е средновековна православна църква в южномакедонския град Бер (Верия), Егейска Македония, Гърция. Храмът е част от енория „Свети Йоан Милостиви“.

## История
Храмът е изграден в XIV век. В архитектурно отношение оригиналният му вид е еднокорабна сграда с дървен покрив. Серия от интервенции в периода от XV до XVIII драматично променят формата и размерите му и храмът се превръща в трикорабна базилика. Във вътрешността на храма са запазени ценни стенописи от различни периоди – от времето на изграждане XIV век до XVIII век. Иконите в храма също са ценни, с оригинален експресивен стил и живи цветове.
В 1924 година църквата е обявена за паметник на културата.